# Гохберг, Леонид Маркович
Леони́д Ма́ркович Го́хберг (род. 30 августа 1961, Москва) — российский экономист, доктор экономических наук, первый проректор Национального исследовательского университета «Высшая школа экономики», директор Института статистических исследований и экономики знаний (ИСИЭЗ) НИУ ВШЭ, главный редактор научного журнала «Форсайт» (http://foresight-journal.hse.ru/ Архивная копия от 4 июня 2013 на Wayback Machine).

## Биография
В 1983 окончил Московский институт инженеров железнодорожного транспорта, специальность «организация механизированной обработки экономической информации».
- 1986 — кандидат экономических наук, тема диссертации «Предплановые обоснования развития науки в городе (на примере г. Москвы)».
- 1986—1988 — старший научный сотрудник НИИ Автоматизированных систем управления при Госплане СССР
- 1988—1991 — заведующий лабораторией НИИ статистики Госкомстата СССР
- 1991—2002 — заведующий отделом, заместитель директора Центра исследований и статистики науки Минпромнауки России и РАН
- С 2002 года — первый проректор НИУ ВШЭ, директор ИСИЭЗ НИУ ВШЭ
- В 2003 году защитил докторскую диссертацию «Методологические проблемы статистического исследования науки», получив тем самым учёную степень доктора экономических наук.

## Научная деятельность
Леонид Гохберг является одним из ведущих в России специалистов по экономике, статистике и прогнозированию науки, технологий и инноваций, исследованиям научно-технической и инновационной политики, долгосрочному прогнозированию научно-технологического развития и Форсайт-анализу (на базе возглавляемого им института действует единственный в России Форсайт-центр). В НИУ ВШЭ курирует блок прикладных исследований. Под его руководством выполнено более 250 исследовательских проектов в сфере развития науки, инноваций, ИКТ и образования по заказам российских органов власти, крупных компаний, институтов развития, Европейской комиссии, Евростата, Организации экономического сотрудничества и развития, ЮНЕСКО и проч.
Является одним из разработчиков перечня Приоритетных направлений развития науки, технологии и техники в РФ и Перечня критических технологий РФ, утверждённых российским президентом и правительством. Соавтор прогноза по важнейшим направлениям научно-технологического развития России до 2030 года.
Член ряда международных экспертных групп и советов по инновационной политике и прогнозированию. Соруководитель экспертной группы № 5 по обновлению «Стратегии 2020».
Главный редактор и соавтор ежегодных статистических сборников по индикаторам состояния науки, инноваций, информационного общества и образования в России.
Автор более 300 научных публикаций, изданных в России, Великобритании, Франции, Германии, США, Корее, Венгрии, ЮАР, Болгарии и других странах.

## Награды
Заслуженный деятель науки Российской Федерации (2012).
Лауреат Премии Правительства РФ в области образования (2006).

## Основные работы
- Meissner D., Gokhberg L., Sokolov A. (eds.) (2013) Science, Technology and Innovation Policy for the Future — Potentials and Limits of Foresight Studies. Springer, Heidelberg-New York-Dordrecht-London.
- Gokhberg L. (2013) Indicators for Science, Technology and Innovation on the Crossroads to Foresight. In: Meissner D., Gokhberg L., Sokolov A. (eds.) (2013) Science, Technology and Innovation Policy for the Future — Potentials and Limits of Foresight Studies. Springer, Heidelberg-New York-Dordrecht-London.
- Gokhberg L. et al. (2013) Developing and using indicators of emerging and enabling technologies. In: Gault F. (ed.) Handbook of Innovation Indicators and Measurement. Elgar, Cheltenham/Northampton.
- Экономика знаний в терминах статистики: наука, технологии, инновации, информационное общество./ Под ред. Л. М. Гохберга. М.: Экономика, 2012.
- Гохберг Л. М., Городникова Н. В., Китова Г. А. и др. Отечественная наука и научная политика в конце XX в. Тенденции и особенности развития (1985—1999). / Под общ. ред. Л. М. Гохберга. М.: Издательство Московского университета, 2011.
- Гохберг Л. М., Кузнецова Т. Е. Стратегия-2020: новые контуры российской инновационной политики // Форсайт. 2011. Т. 5. N 4.
- Brundenius C., Gokhberg L., Goransson B. et al. Universities in Transition. The Changing Role and Challenges for Academic Institutions. New York: Springer, 2011.
- Гохберг Л. М., Заиченко С. А., Китова Г. А., Кузнецова Т. Е. Научная политика: глобальный контекст и российская практика. М.: Национальный исследовательский университет «Высшая школа экономики», 2011.
- Гохберг Л. М., Кузнецова Т. Е., Рудь В. А. Анализ инновационных режимов в российской экономике:: методологические подходы и некоторые результаты // Форсайт. 2010. Т. 4. N 3.
- Гохберг Л. М., Китова Г. А., Кузнецова Т. Е., Шувалова О. Р. Российские учёные: штрихи к социологическому портрету. М.: ГУ-ВШЭ, 2010.
- Гохберг Л. М. Международные рекомендации по статистике науки // Основы международной статистики. Учебник. Под ред. Ю. Н. Иванова. М.: ИНФРА-М, 2009.
- Гохберг Л. М., Кузнецова И. А. Инновации в российской экономике: стагнация в преддверии кризиса // Форсайт. 2009. N 3 (11).
- Статистика информационного общества в России: гармонизация с международными стандартами / Под ред. Л. М. Гохберга, П. Бох-Нильсена. М.: ГУ-ВШЭ, 2007.
- Гохберг Л. М. Статистика науки и инноваций // Курс социально-экономической статистики: Учебник для студентов вузов, обучающихся по специальности «Статистика». 6-е изд., испр. и доп. М.: Омега-Л. 2007.
- Гохберг Л. М., Сагиева Г. С. Российская наука: библиометрические индикаторы // Форсайт. 2007. N 1.
- Гохберг Л. М. Статистика науки. М.: ТЕИС, 2003.
- Кузьминов Я. И., Яковлев А. А., Гохберг Л. М., Ларионова М. В., Шадрин А. Е. и др. Новая экономика — шанс для России. М.: ГУ-ВШЭ, 2003.
- Гохберг Л. М., Кузнецова И. А. Технологические инновации в промышленности и сфере услуг. М.: ЦИСН, 2001.
- Гохберг Л. М. Финансирование науки в странах с переходной экономикой: сопоставительный анализ. М.: ЦИСН, 1998.
- Gokhberg L., Peck M.J., and Gacs J. (eds.) (1997) Russian Applied Research and Development: Its Problems and Its Promise. Laxenburg (Austria).
- Гохберг Л. М., Миндели Л. Э. Исследования и разработки в России: тенденции 1990-х годов. М.: ЦИСН, 1997.
- Gokhberg L. (1996) The Commonwealth of Independent States // World Science Report 1996. Paris: UNESCO.
- Статистика науки и инноваций: Краткий терминологический словарь. / Под ред. Л. М. Гохберга. М.: ЦИСН, 1996.
- Гохберг Л. М. Научный потенциал СССР. М.: ВИНИТИ, 1990.